# Peter I. Brazilski
Peter I. Brazilski (pozneje: Peter IV.), brazilski cesar, * 12. oktober 1798, Lizbona, † 24. september 1834, Lizbona.
Sin portugalskega kralja Ivana VI. Po francoskem napadu je z družino zbežal v Brazilijo (1807). Leta 1821 se je oče vrnil, on pa je ostal kot regent. Leta 1822 je razglasil Brazilijo za neodvisno in pozneje je postal cesar. Spopadel se je z Argentino zaradi Urugvaja. Zaradi tega je začel izgubljati priljubljenost. Leta 1831 je odstopil in cesar je postal njegov sin Peter II. Brazilski. Sam se je vrnil v domovino. Na Portugalskem je postal nazivni kralj znan kot Peter IV. Ponovno je odstopil v korist svoje hčerke.